# UNStudio (architectenbureau)
UNStudio is een Nederlands architectenbureau gevestigd in Amsterdam. 

## Geschiedenis
Het bureau werd opgericht in 1988 door architect Ben van Berkel en kunsthistorica Caroline Bos onder de naam Van Berkel en Bos Architectenbureau. In 1998 wijzigde de naam in UNStudio, dat staat voor United Network, waarmee het bureau wilde benadrukken dat het een netwerk vormt van specialisten op het gebied van architectuur, stedenbouw en infrastructuur. In 2007 werd UNStudio uitgeroepen tot Architect van het Jaar. 

## Werkvelden
De aandachtsgebieden van UNStudio zijn onderverdeeld in zes verschillende werkvelden: Publieke gebouwen, Kantoren, Woningbouw, Stedenbouw-Infrastructuur-Civiel, Producten & interieur.

## Portfolio
Een van de meest in het oog springende ontwerpen is de Erasmusbrug in Rotterdam. Andere projecten zijn het Burnham Pavilion in Chicago, het Mercedes-Benzmuseum in Stuttgart, de huisvesting van de Dienst Uitvoering Onderwijs (DUO) en de Belastingdienst in Groningen, Toren Noord in Apeldoorn, het wooncomplex Five Franklin Place in New York en het masterplan voor het station van Arnhem. Verder het Agoratheater (Lelystad), het grijze theehuis (Vreeland) en VilLA NM in Upstate New York.

### Nederland

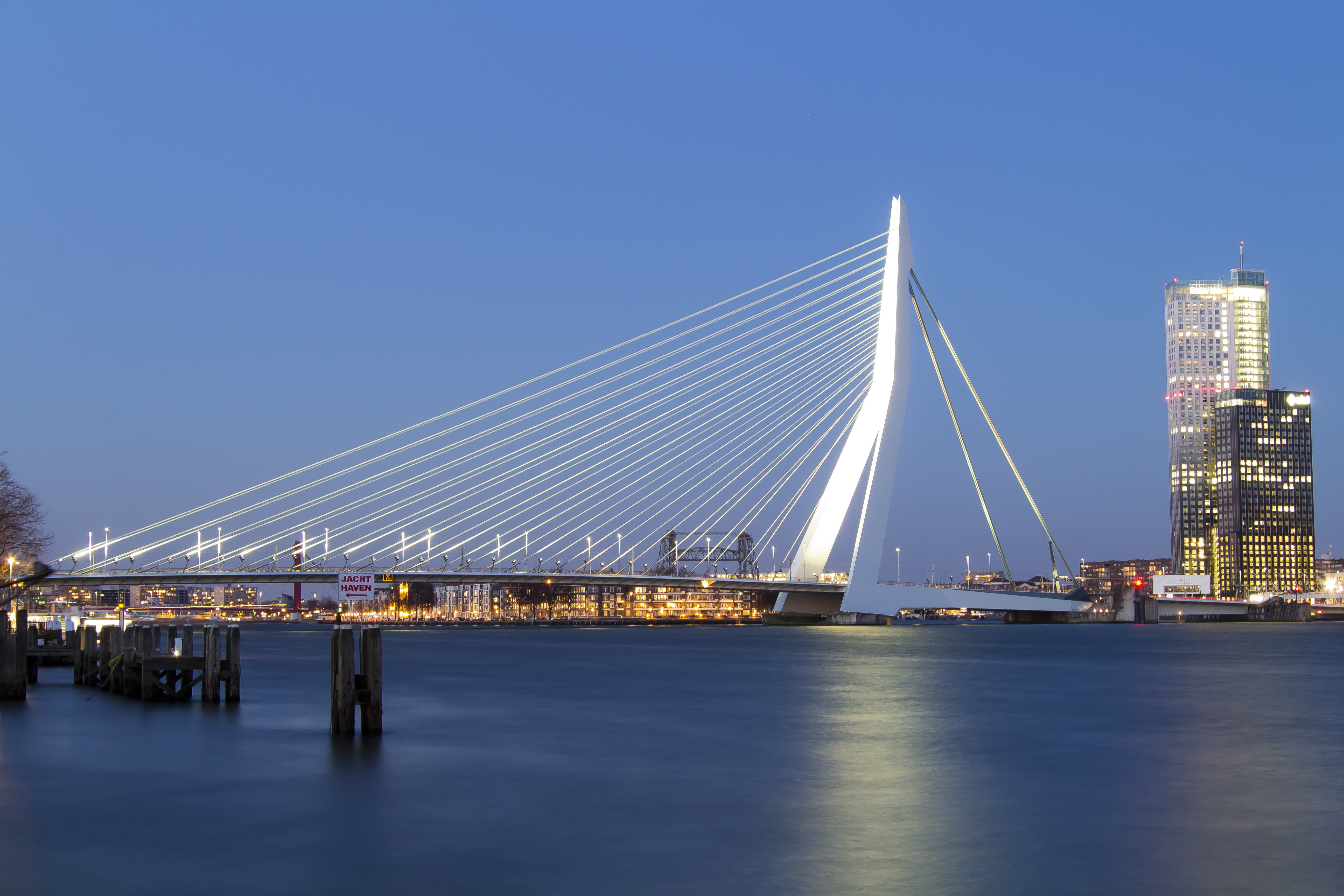
Erasmusbrug, Rotterdam
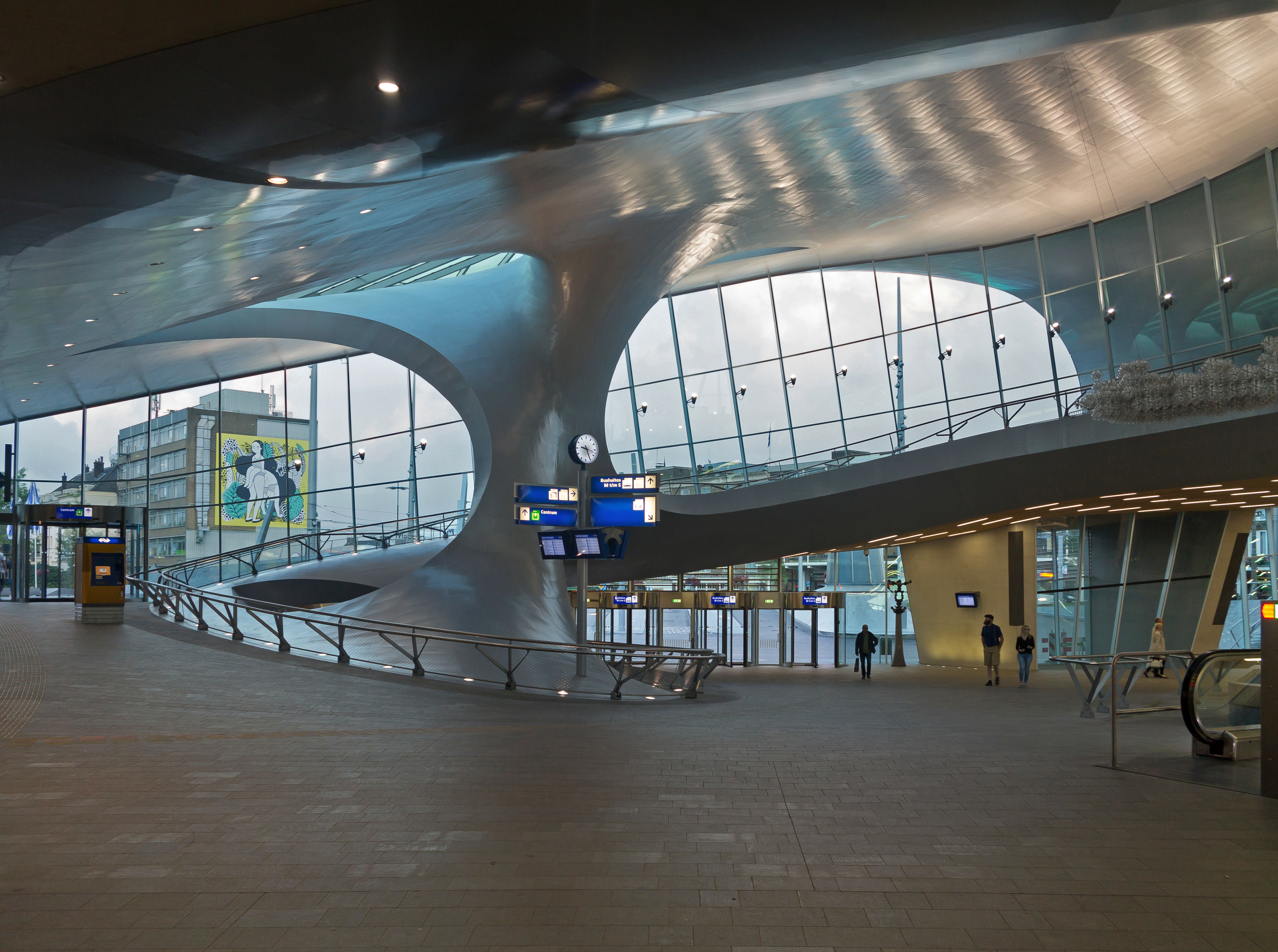
Station Arnhem Centraal
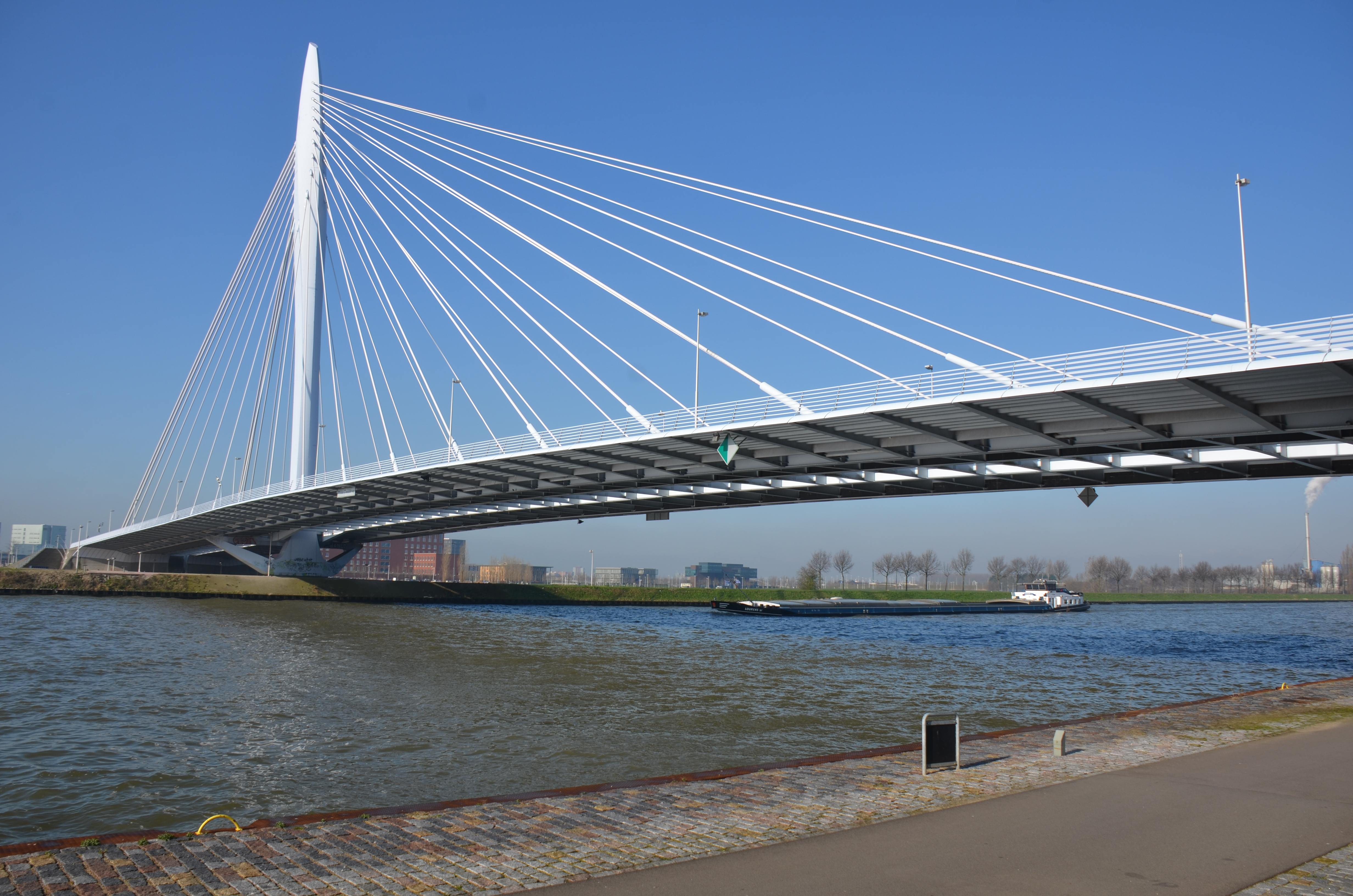
Prins Clausbrug, Utrecht
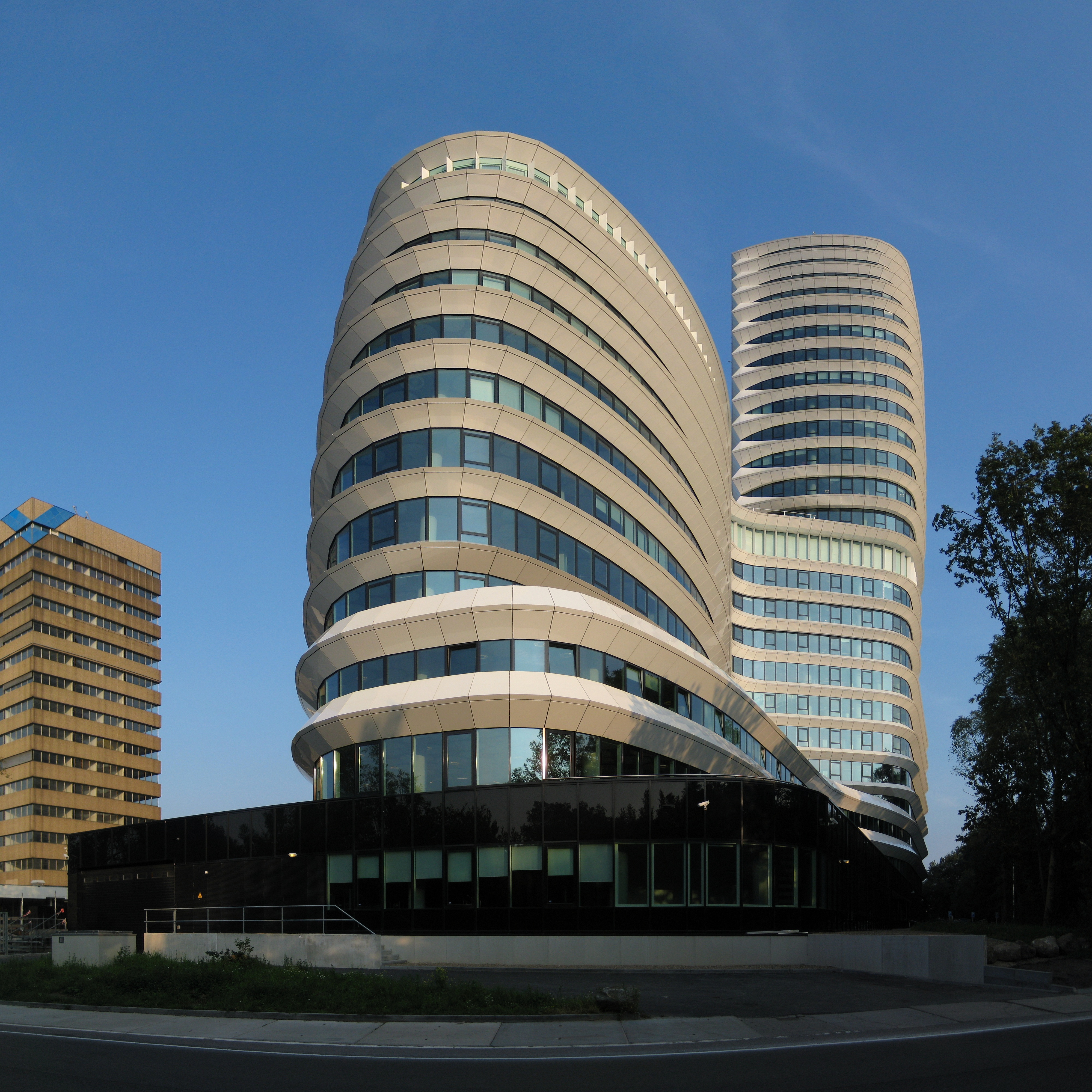
Kempkensberg, Groningen
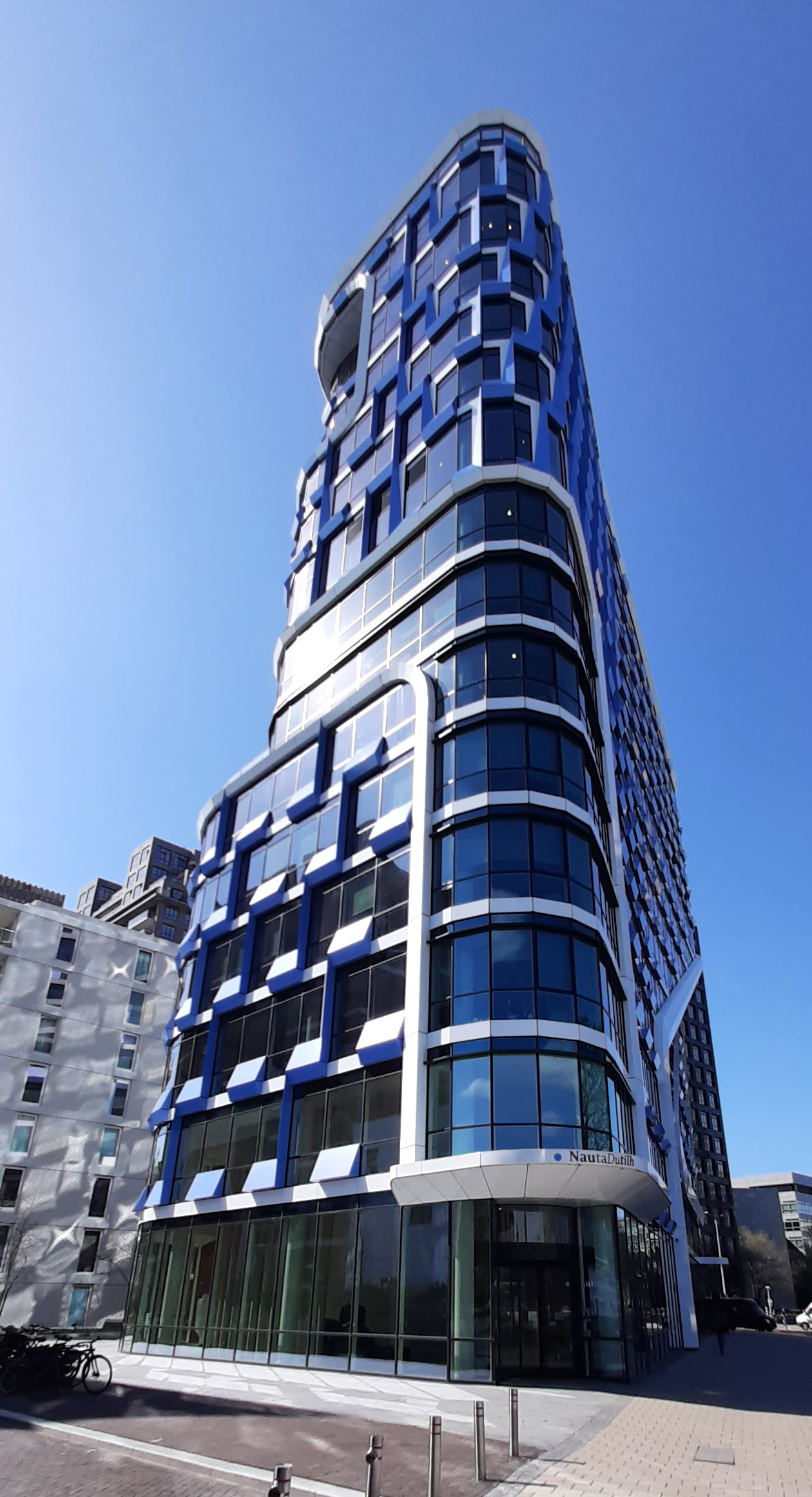
400 Beethovenstraat, Amsterdam
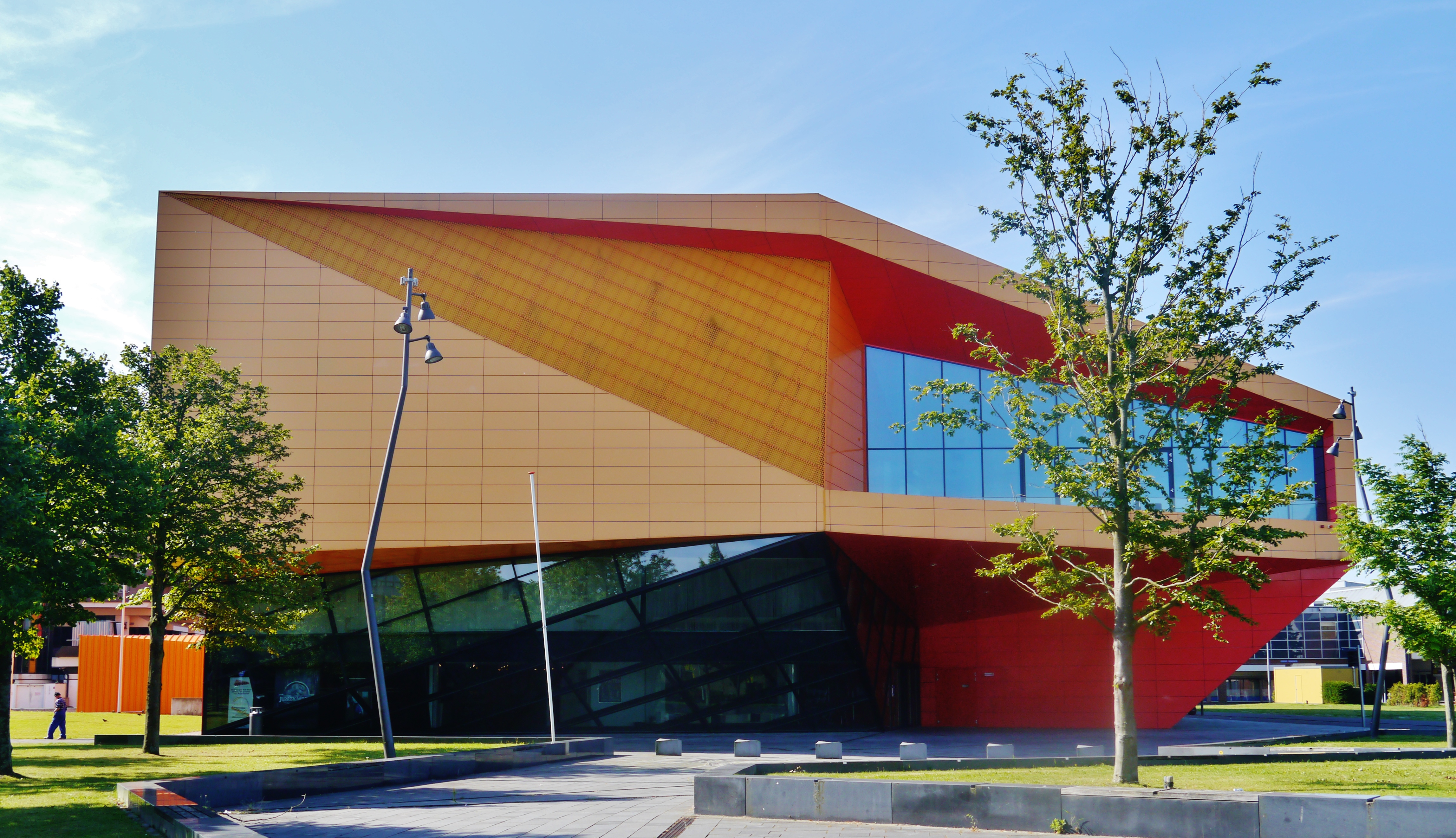
Agoratheater, Lelystad
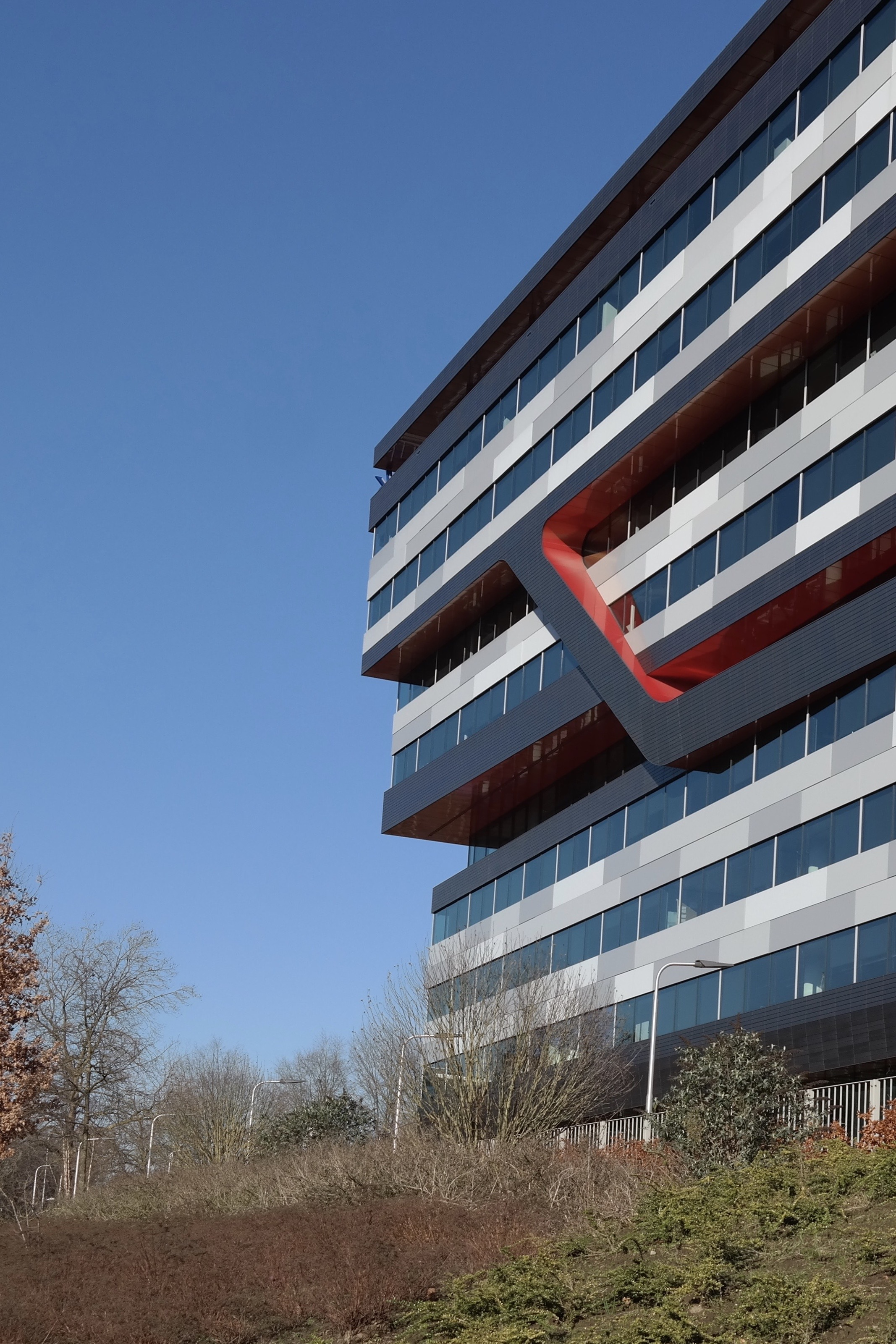
Kantoorgebouw Rabobank, Eindhoven
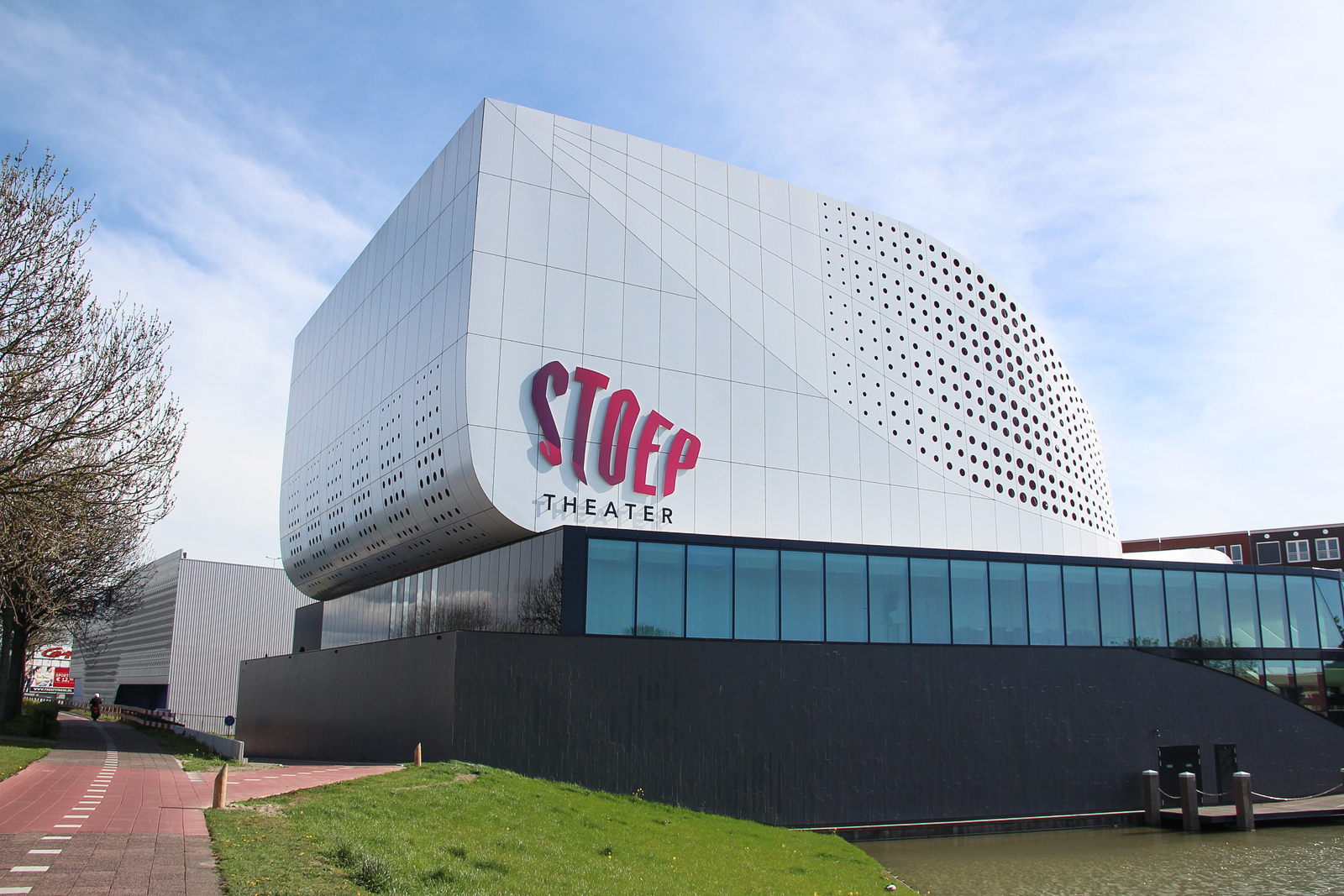
Theater De Stoep, Spijkenisse
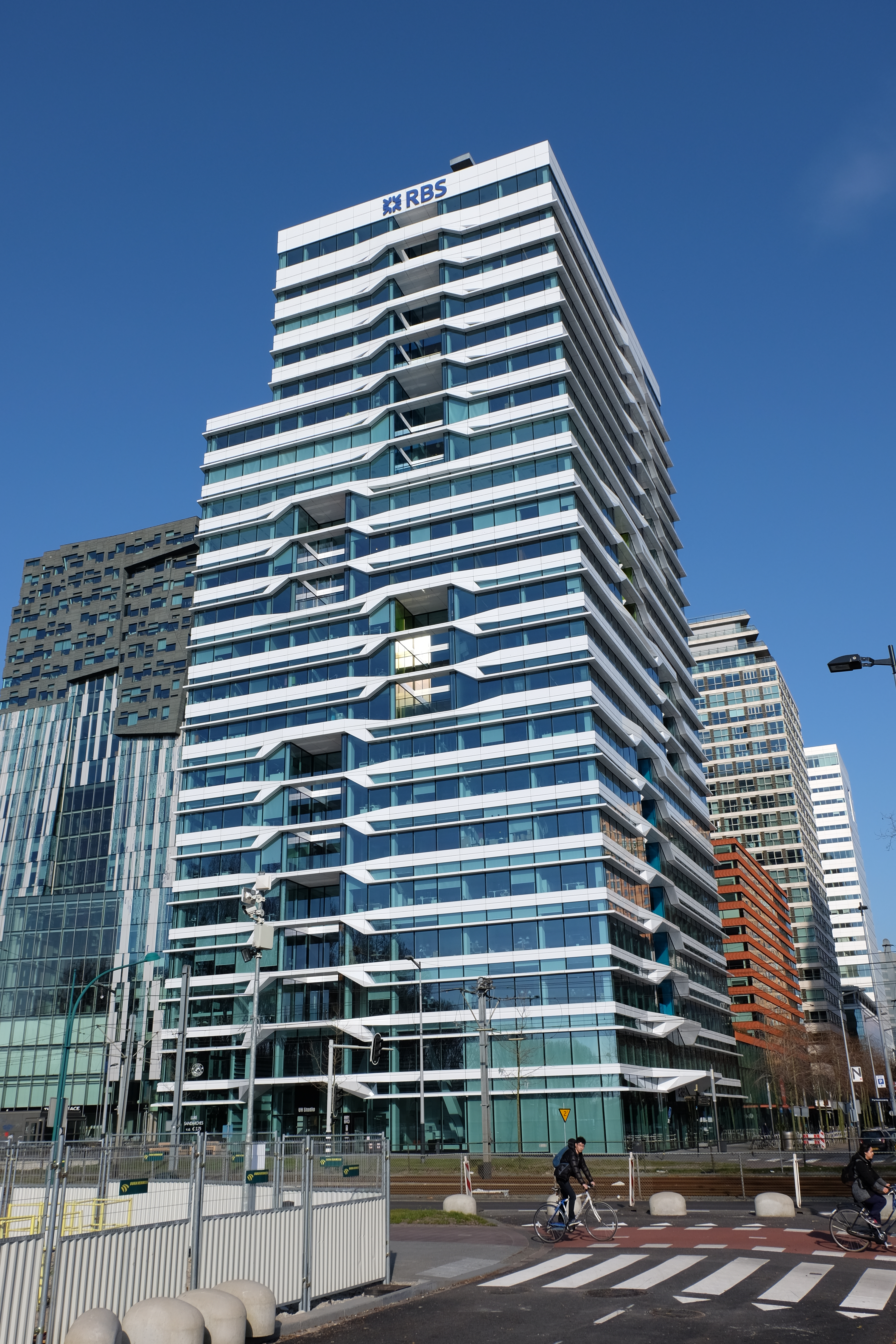
Kantoortoren "UNStudio", Amsterdam
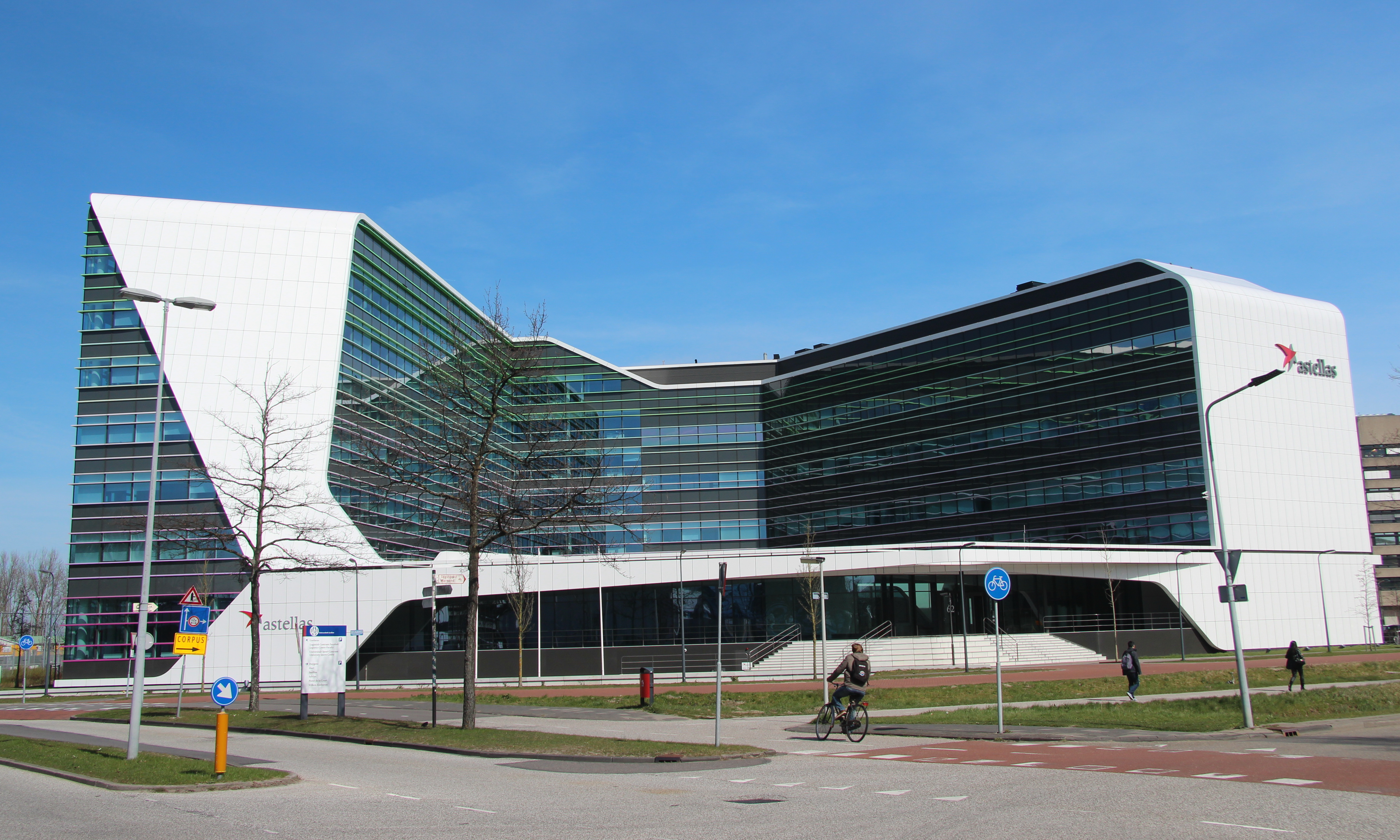
Mirai House, Leiden
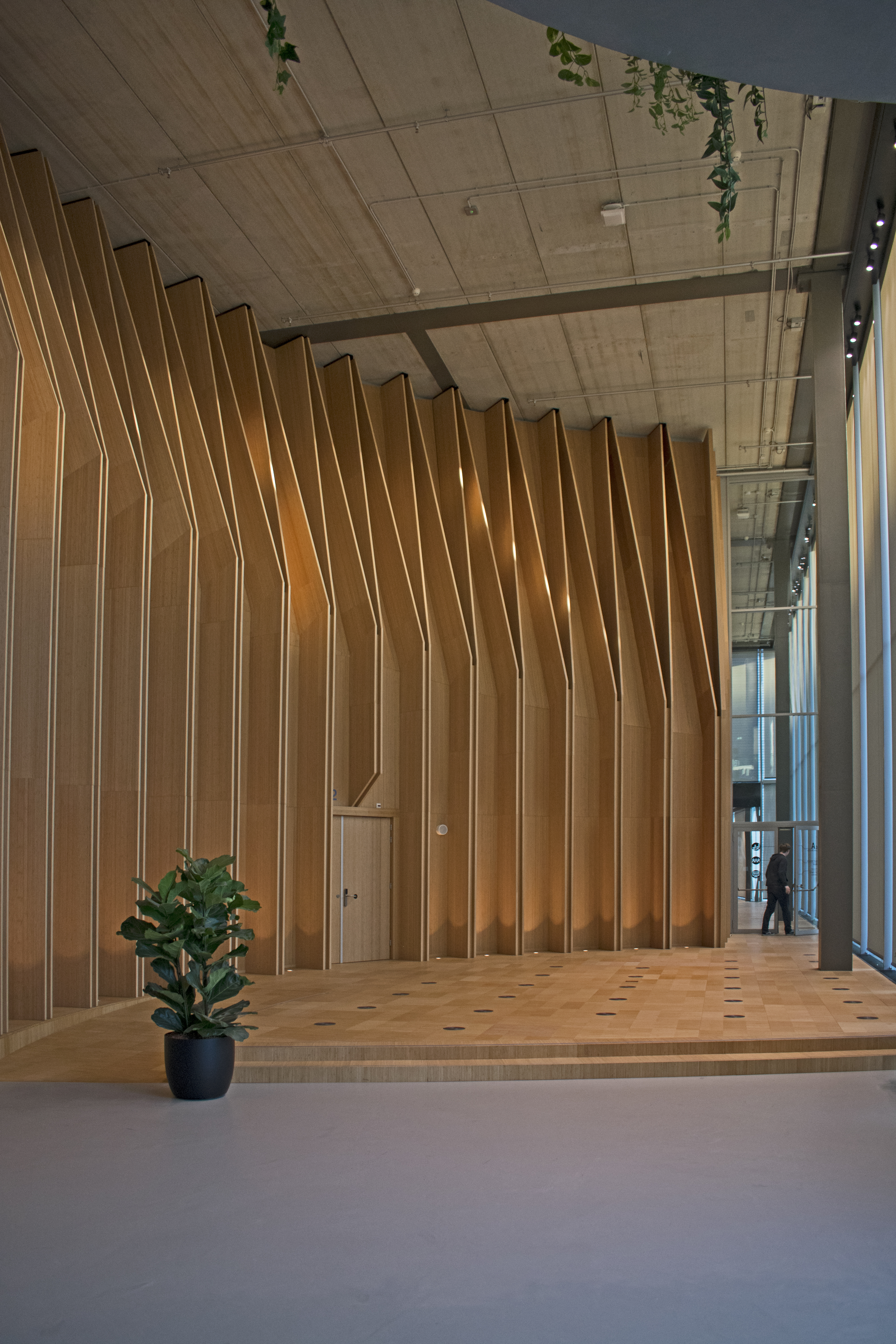
Gebouw Echo TU Delft, Delft
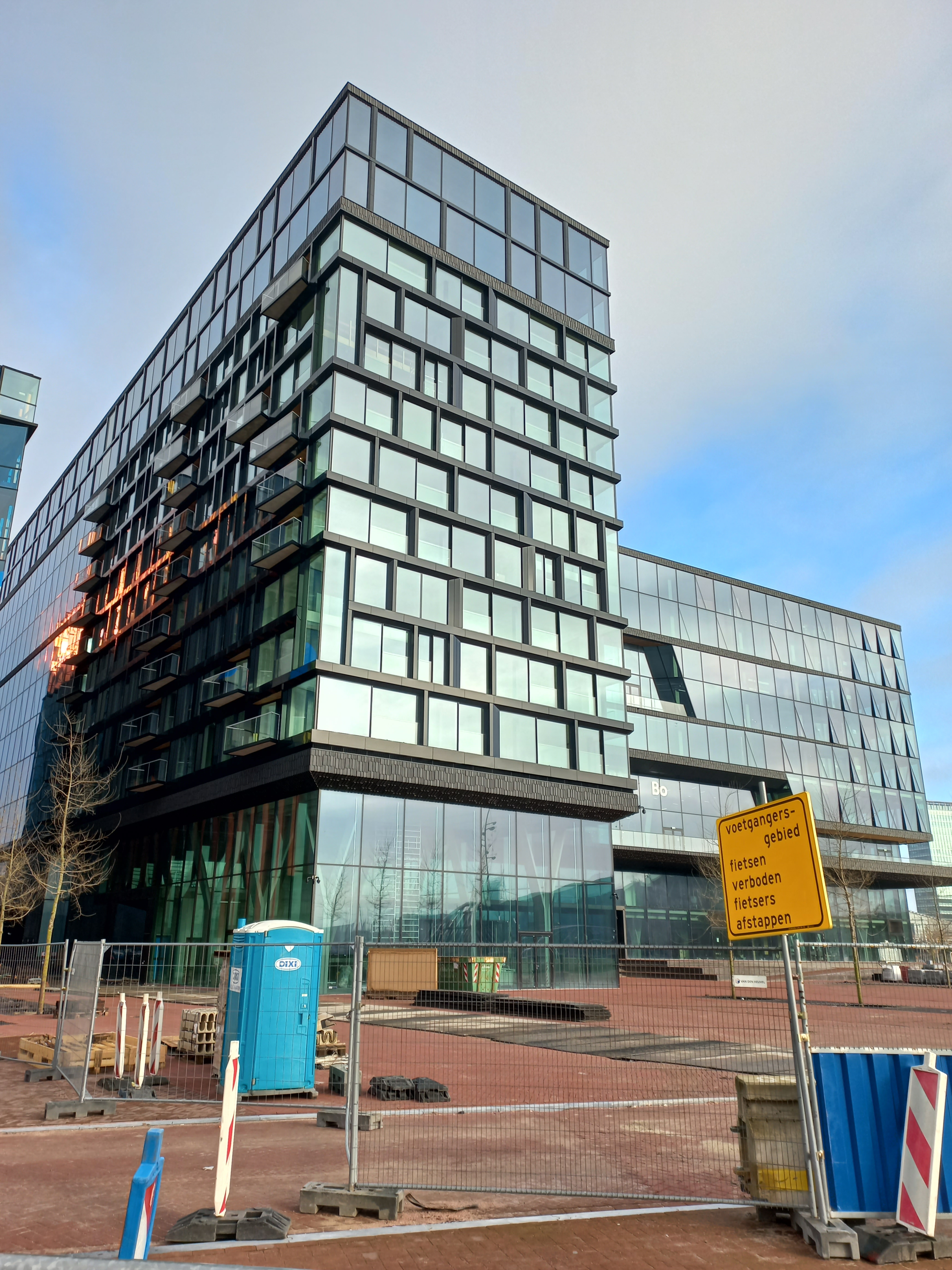
Kantoorgebouw Booking.com, Amsterdam
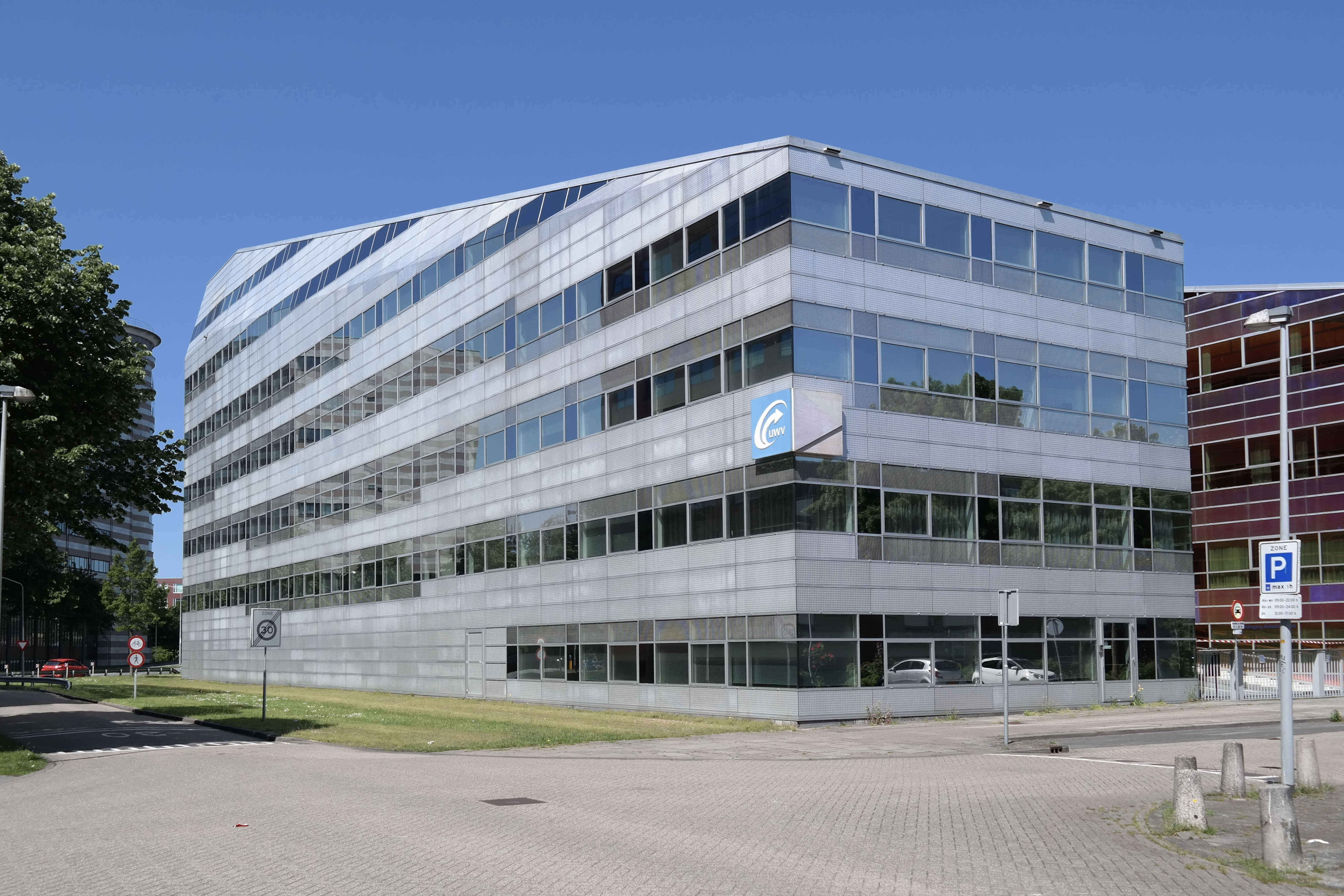
Kantoorcomplex La Defense, Almere
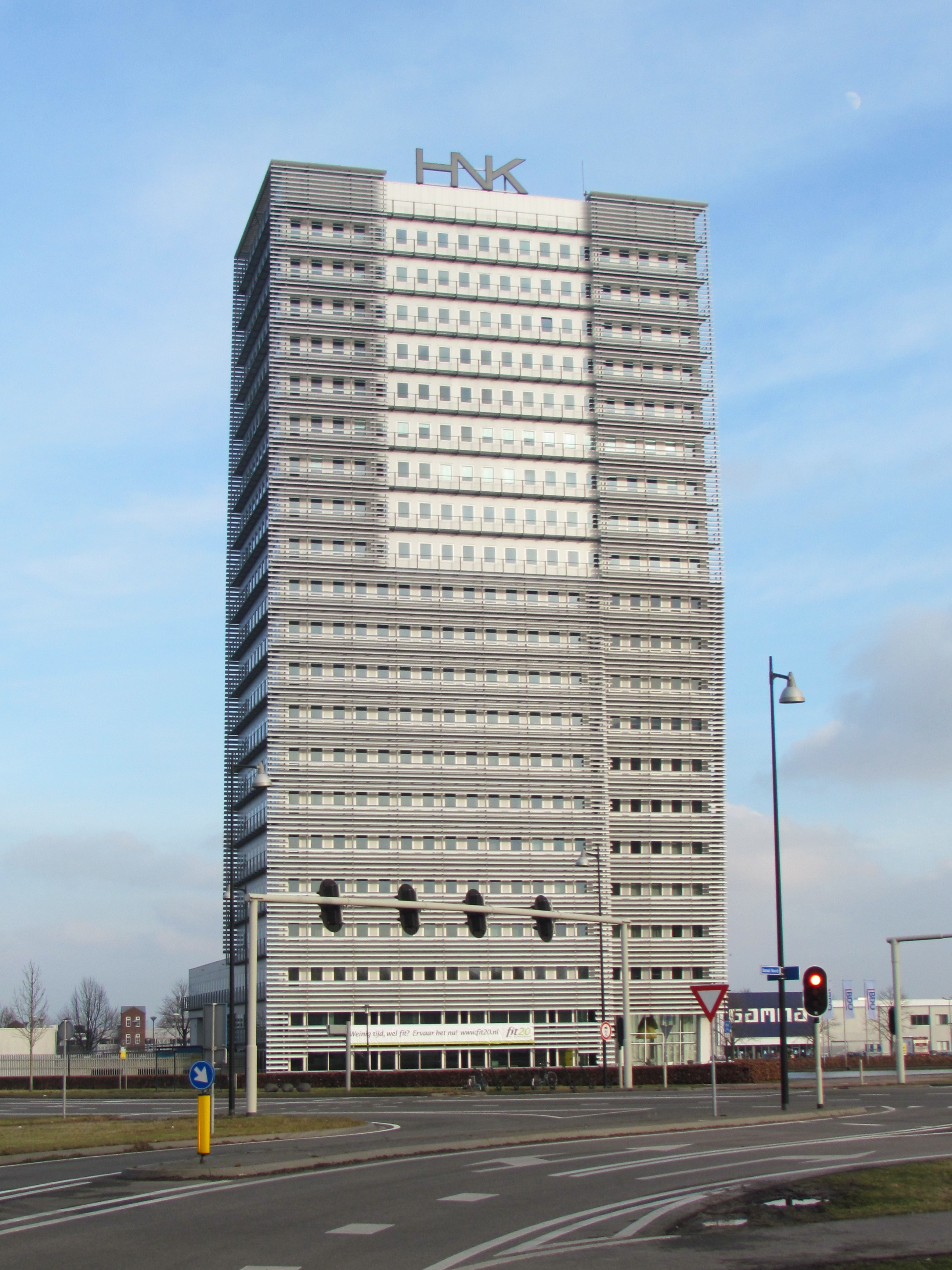
Toren Noord, Apeldoorn

### Europa

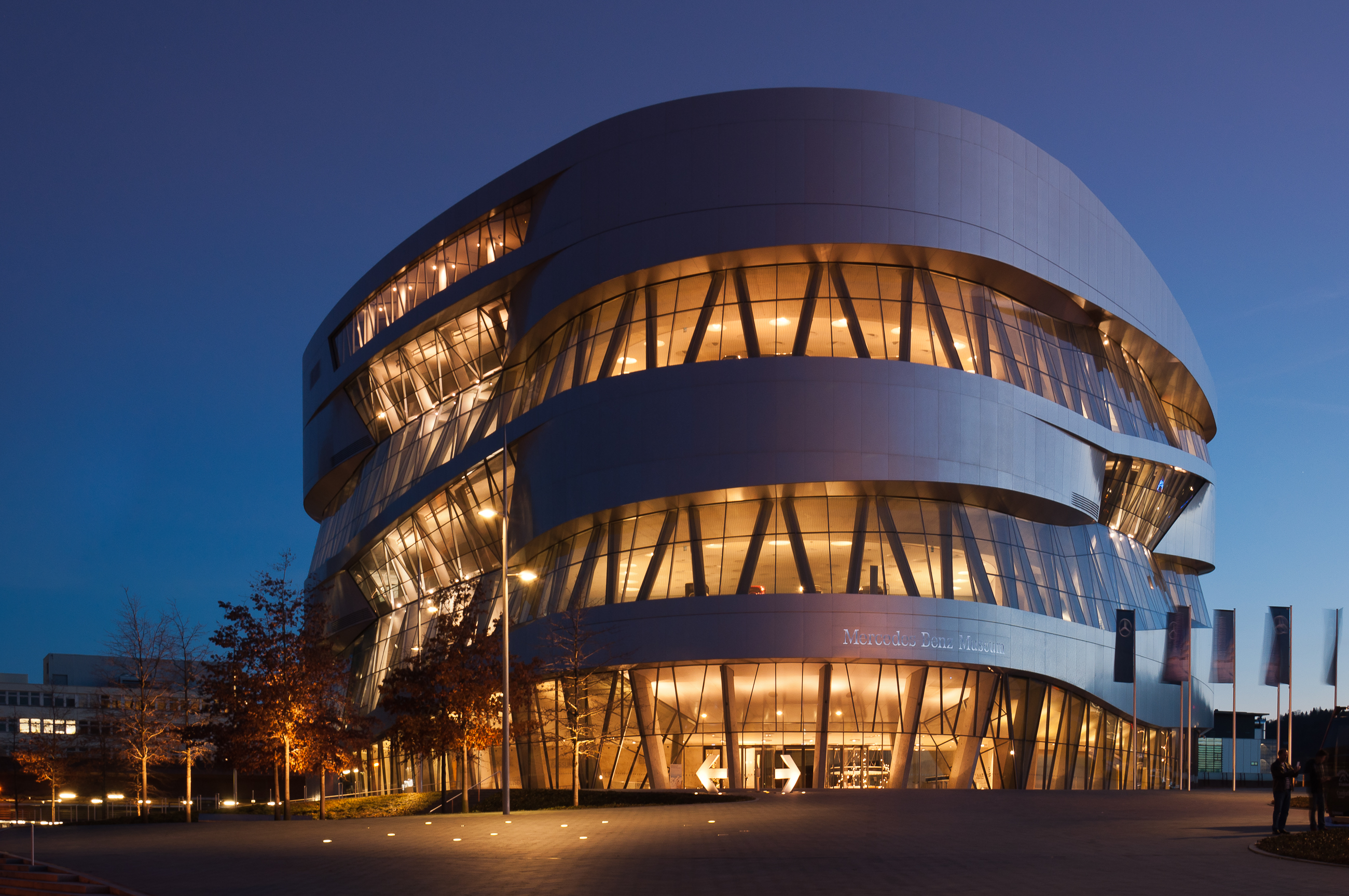
Mercedes-Benz Museum, Stuttgart
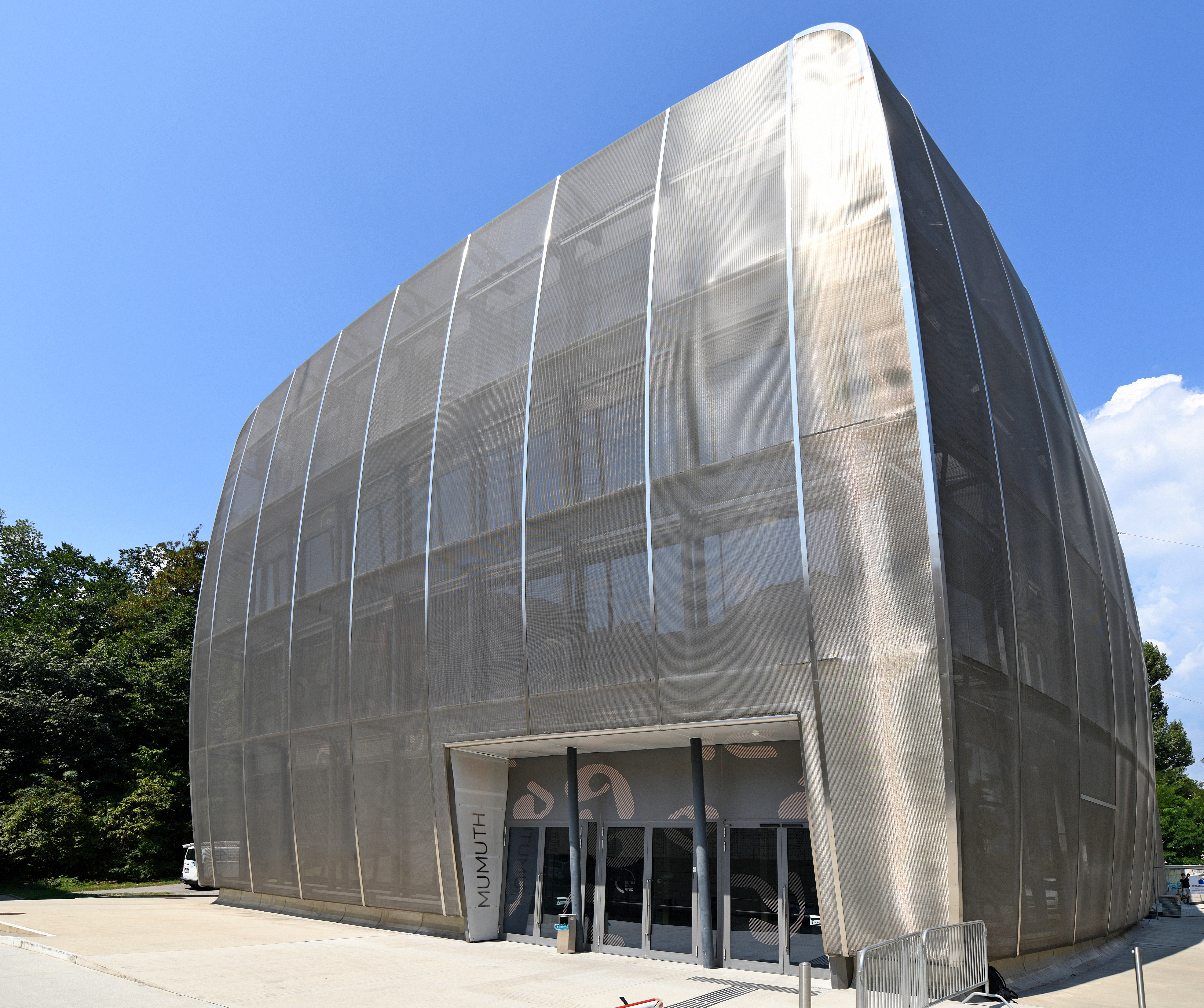
Haus für Musik und Musiktheater (MUMUTH), Graz
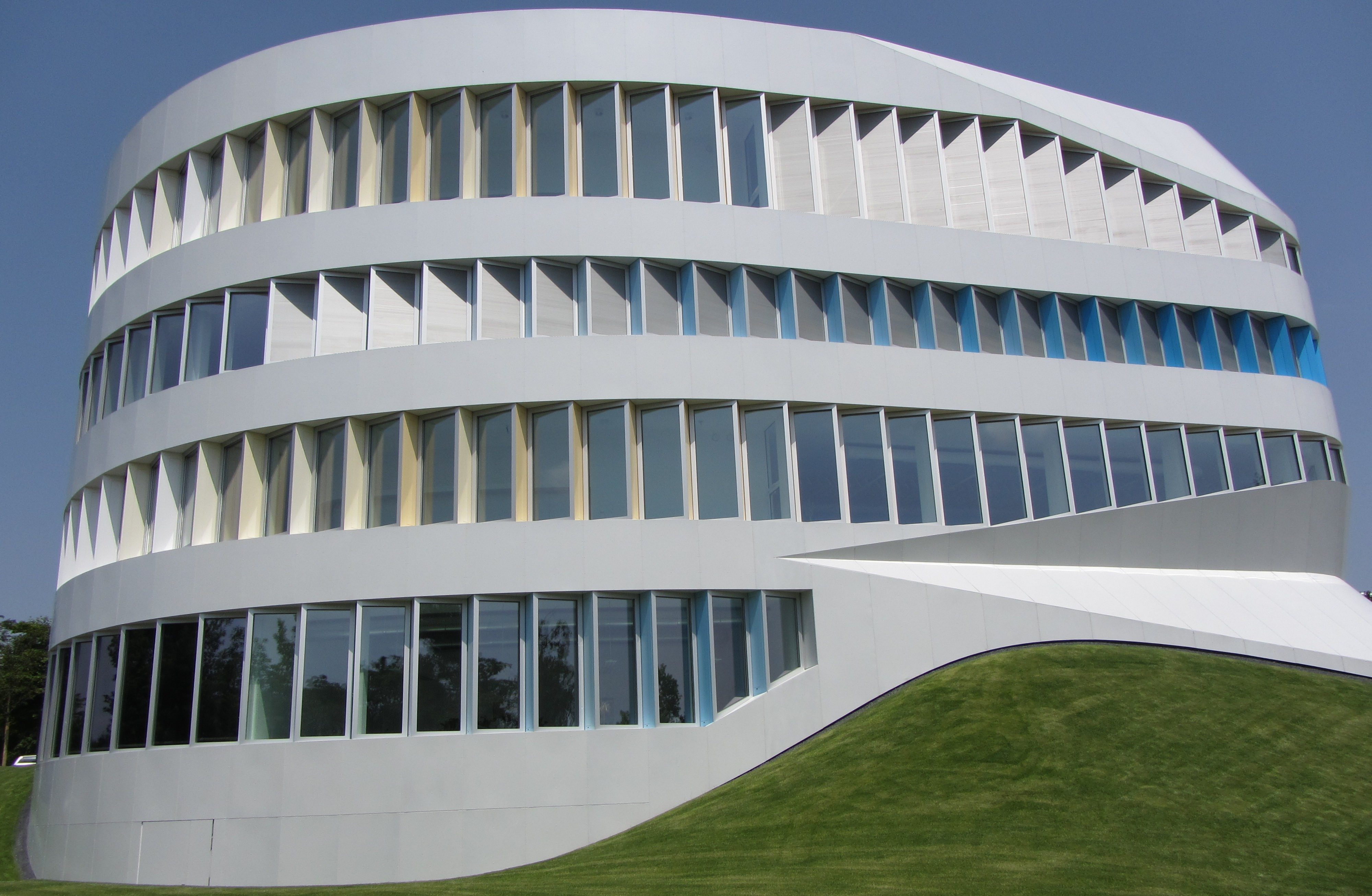
Zentrum für Virtuelles Engineering (ZVE), Stuttgart
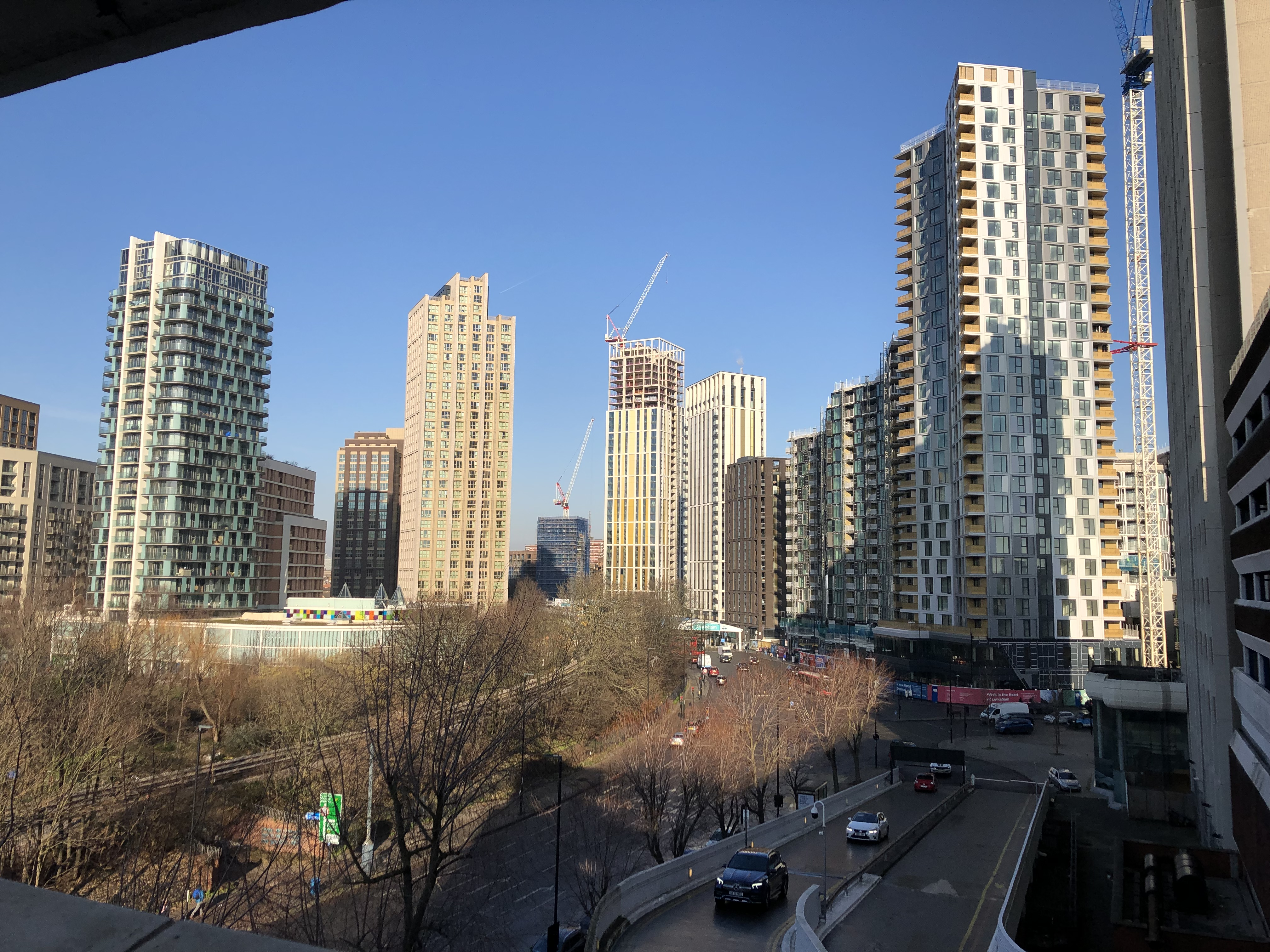
Lewisham Gateway, Londen
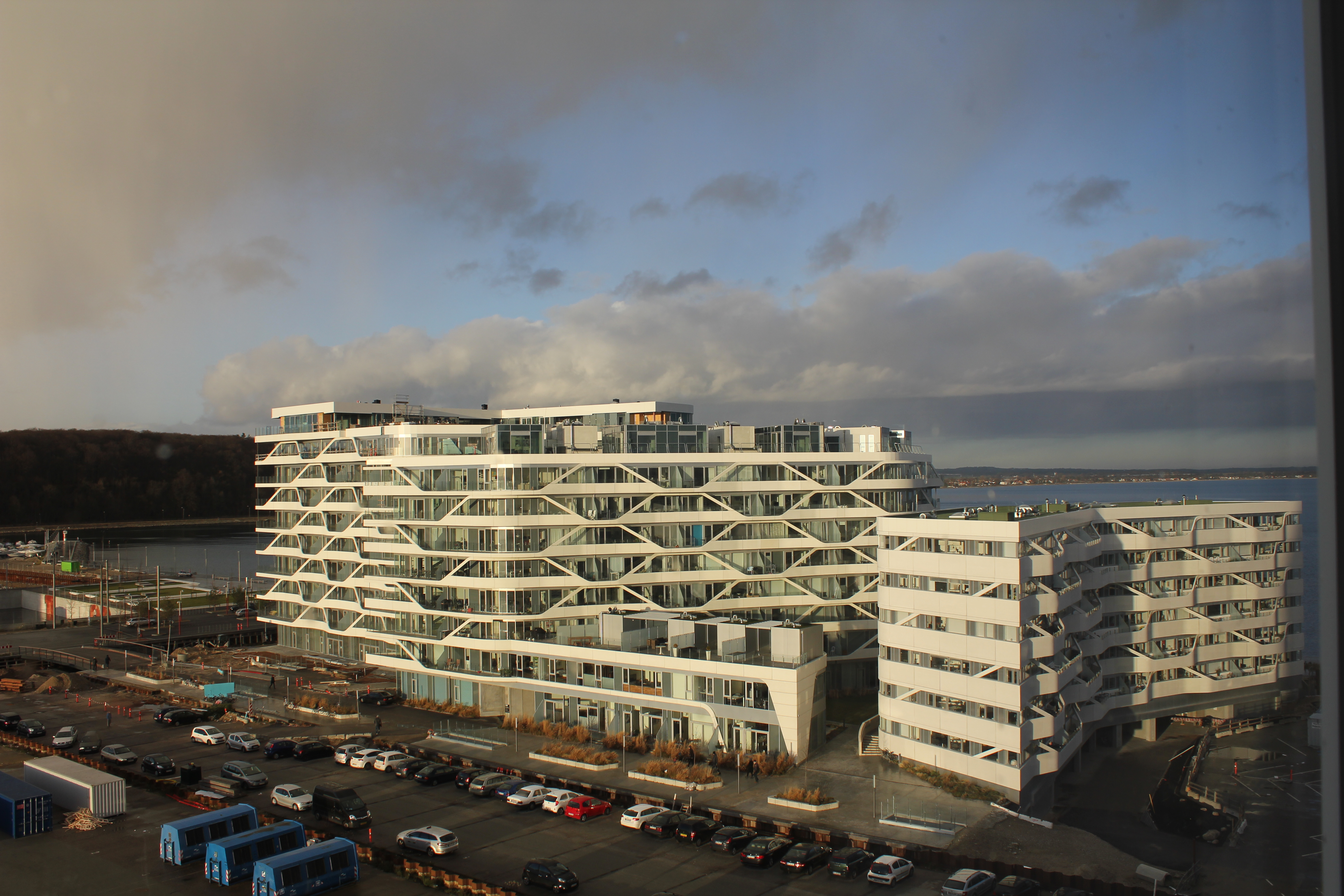
Light*House, Aarhus
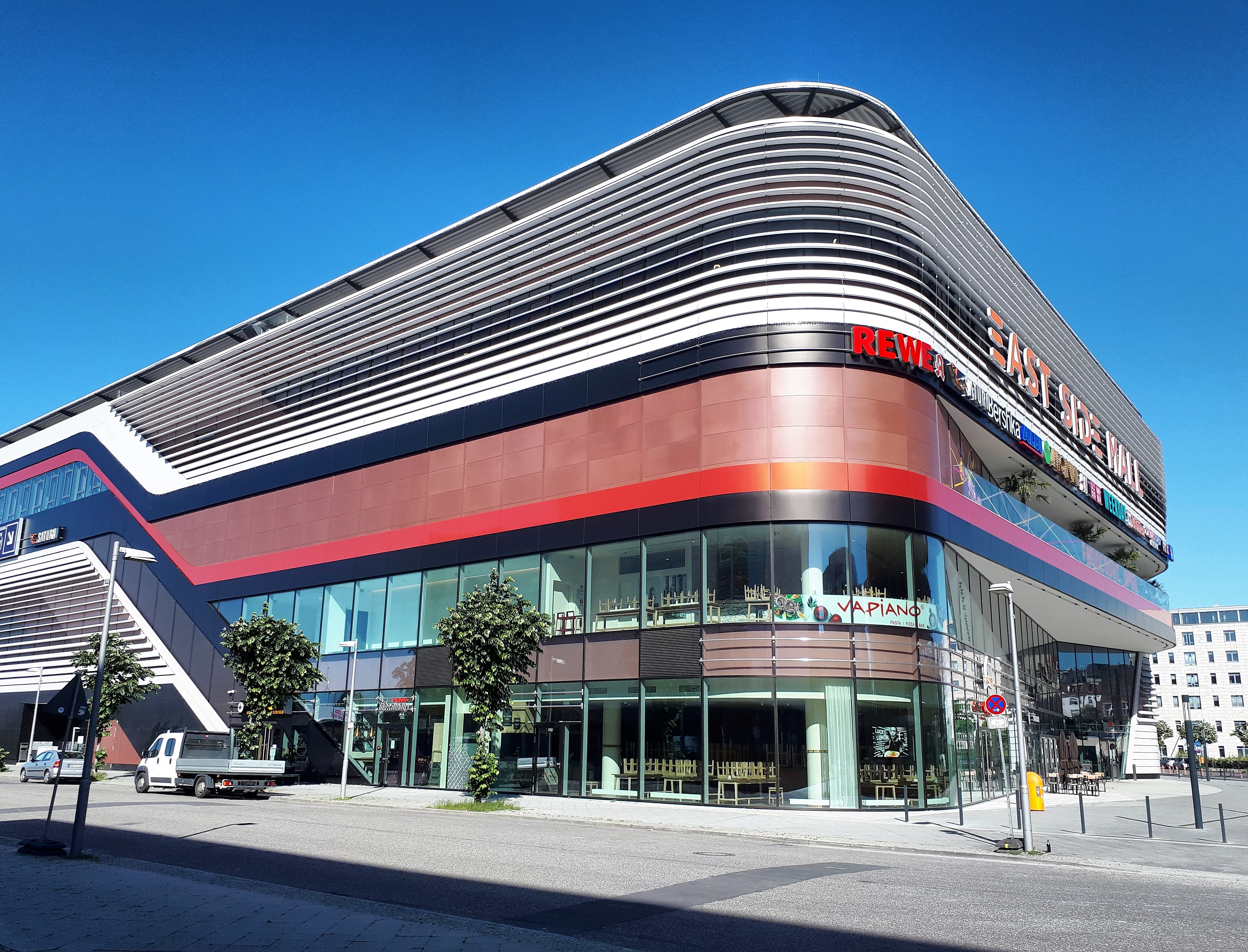
East Side Mall, Berlijn
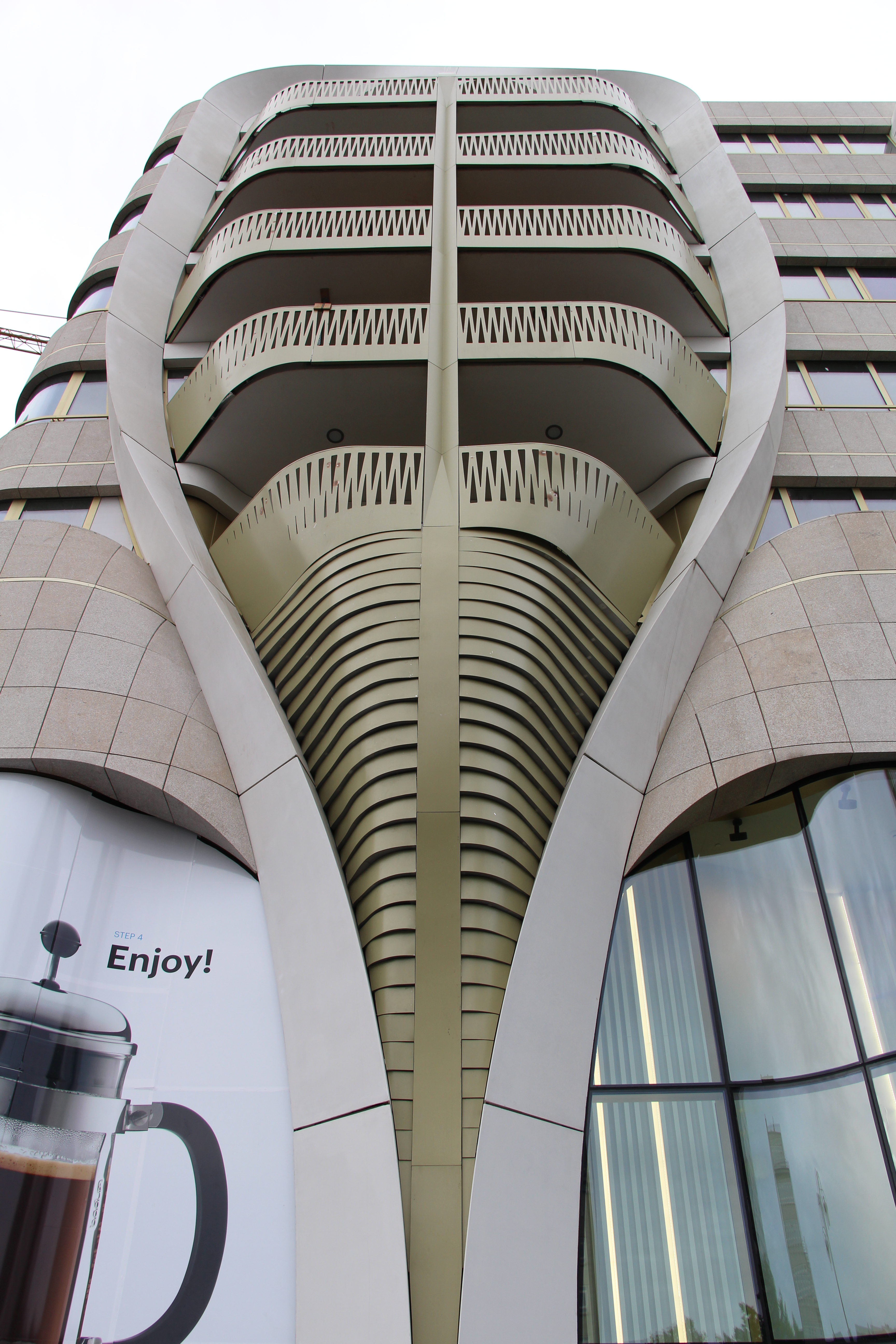
Le Toison d'Or, Brussel
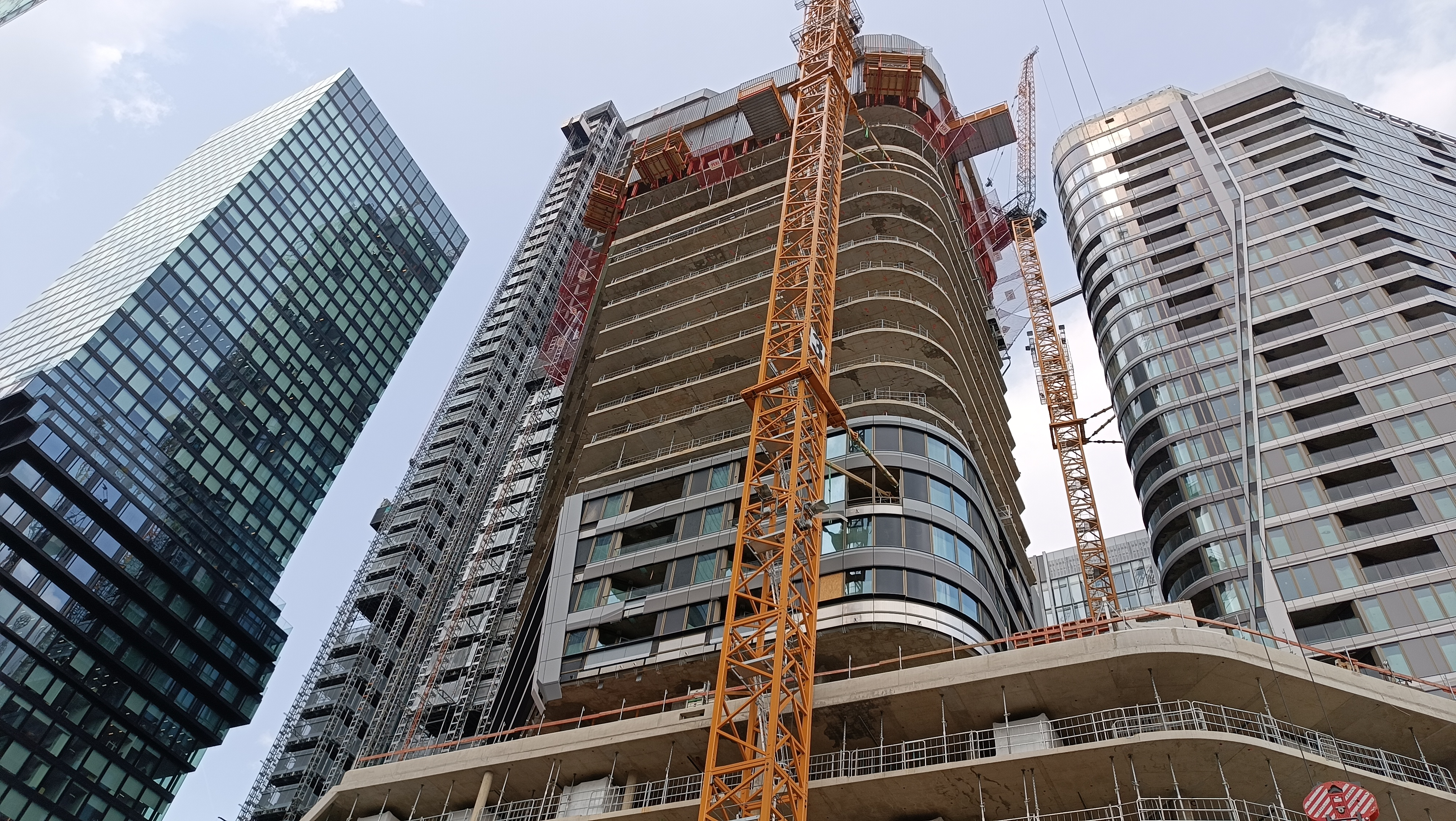
FOUR, Frankfurt am Main

### Noord-Amerika

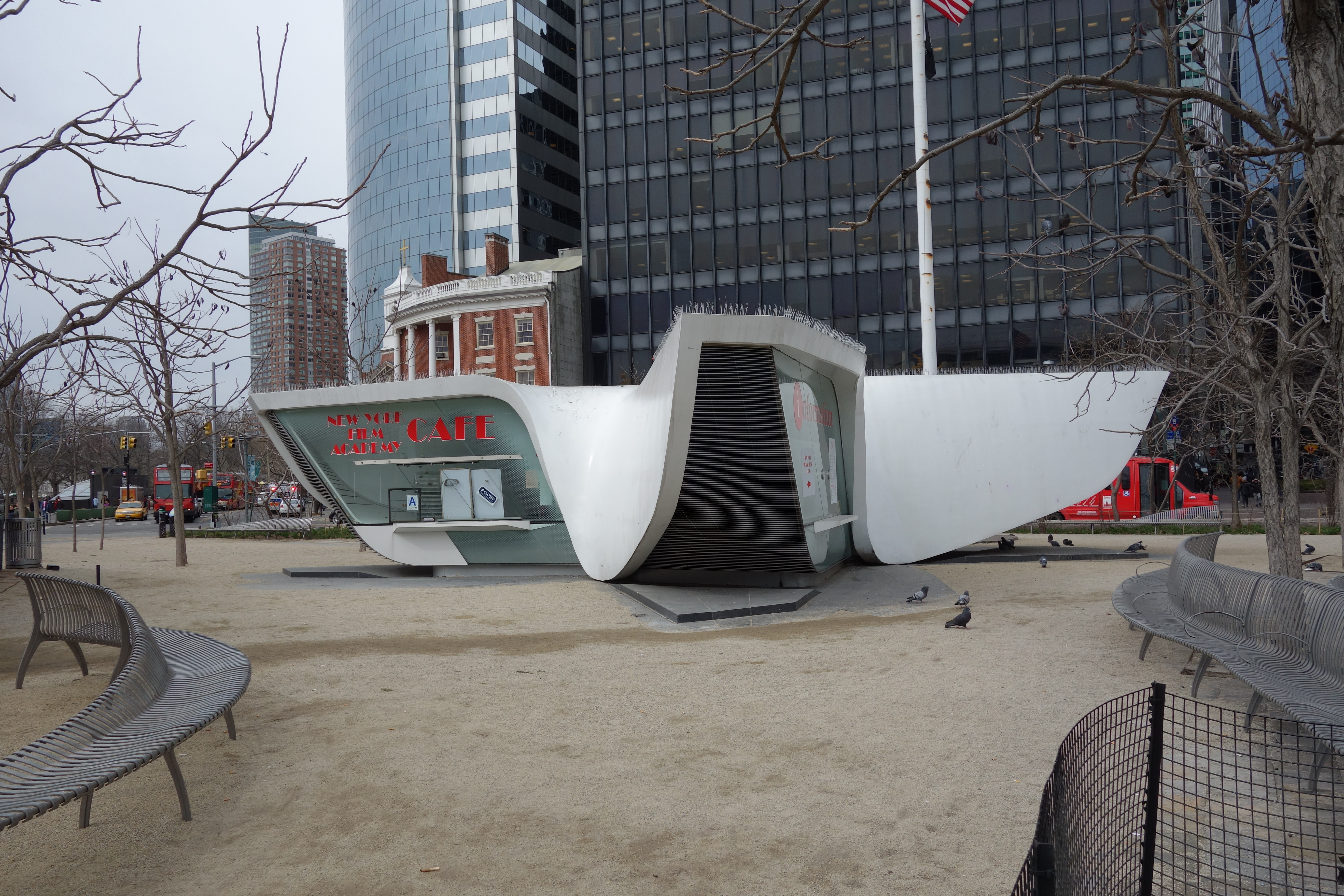
New Amsterdam Plein & Pavilion, New York

### Azië

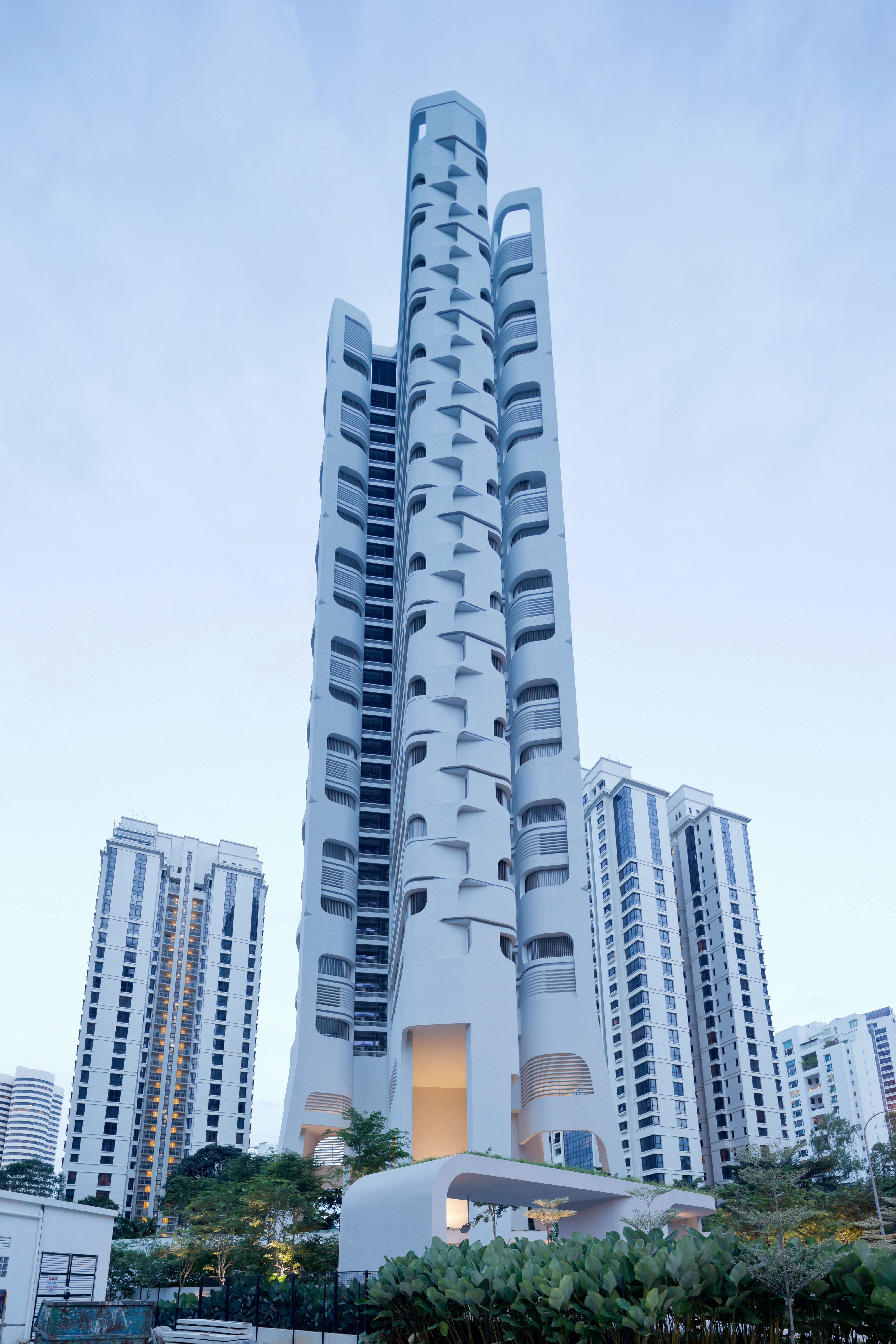
Ardmore Residences, Singapore
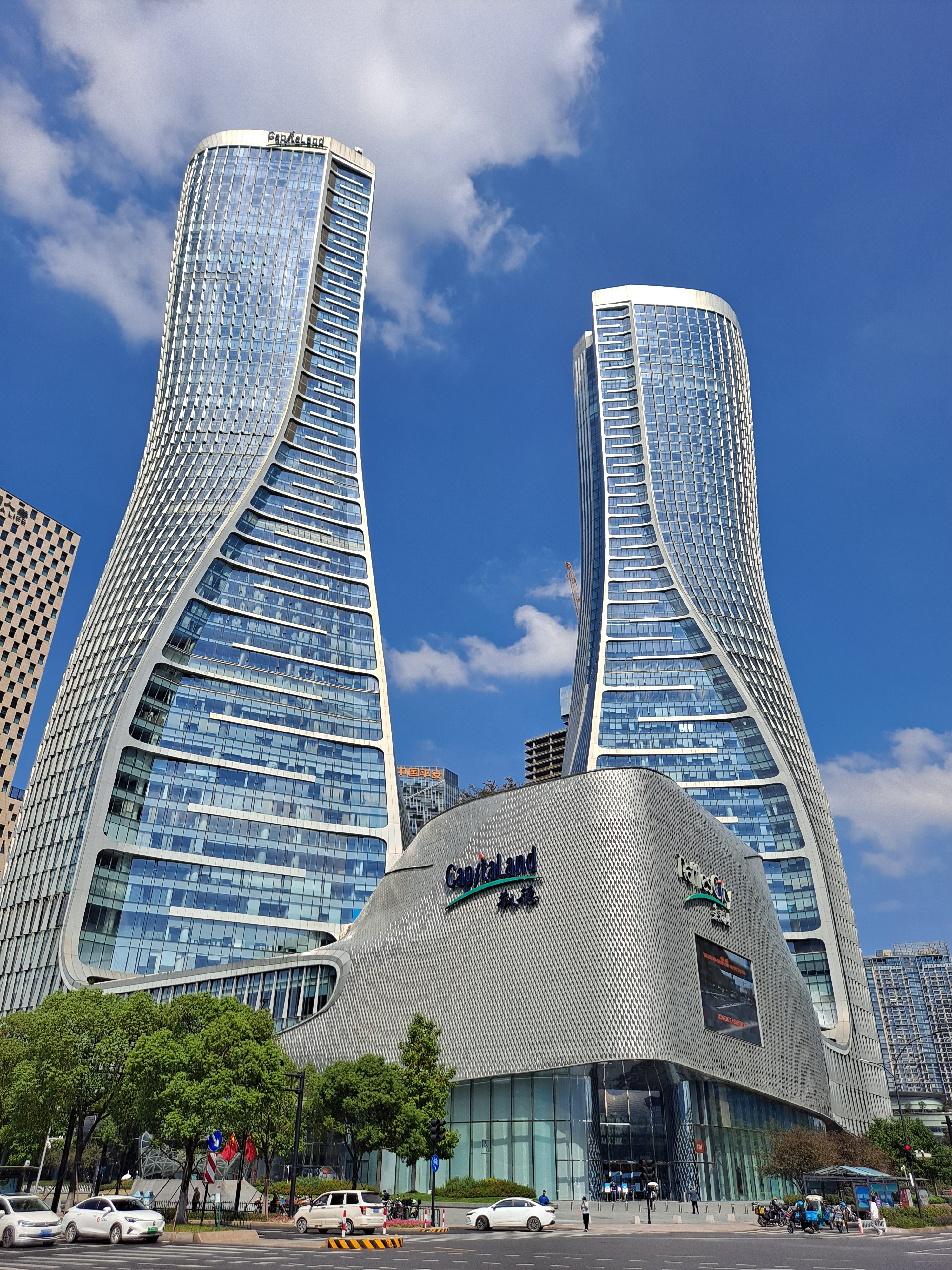
Raffles City, Hangzhou
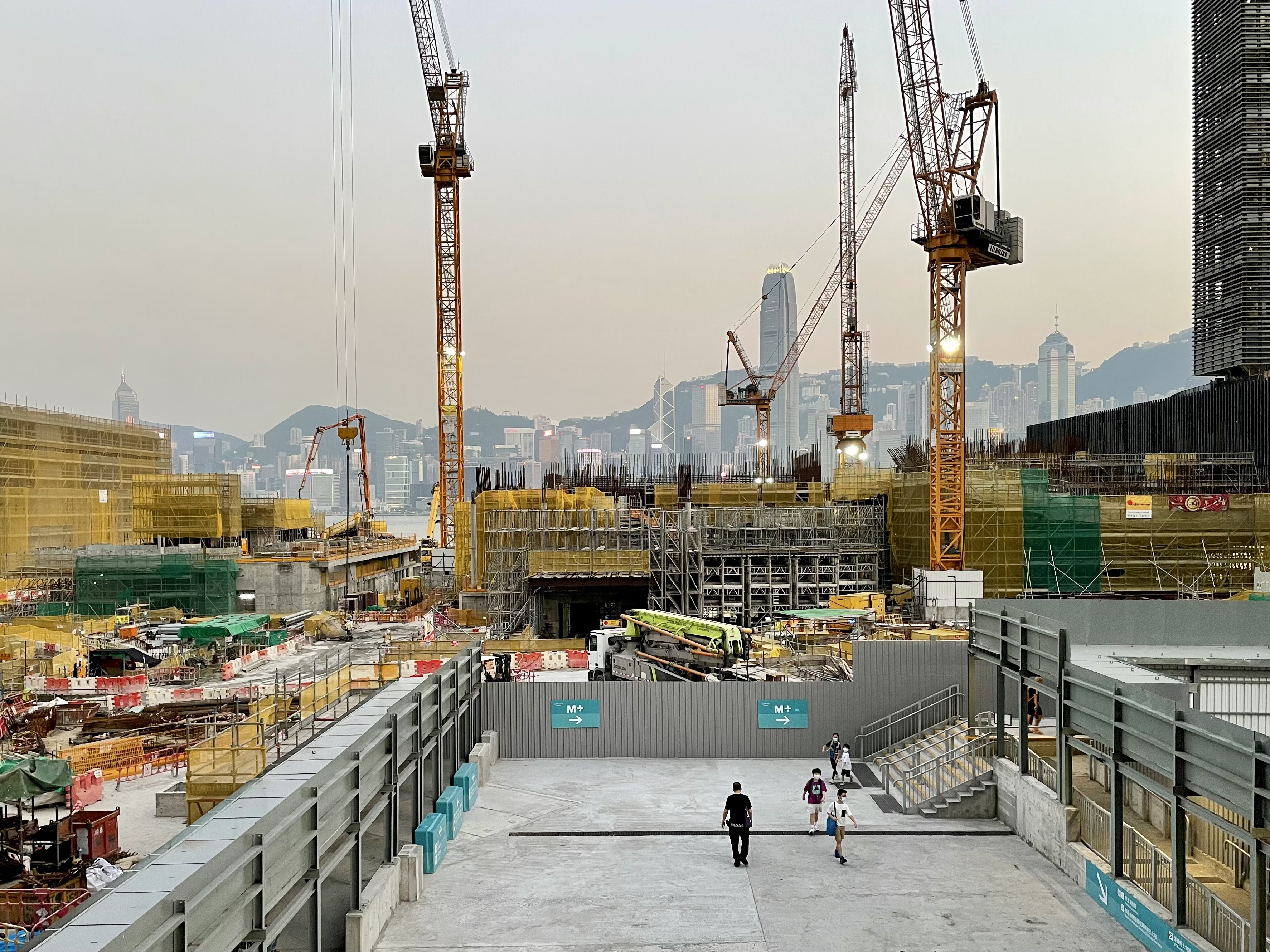
Lyric Theatre complex, Hongkong